# Tarvos (satelit)
Tarvos /'tar.vos/, sau Saturn XXI, este un satelit neregulat prograd al lui Saturn. A fost descoperit de John J. Kavelaars⁠(d) et al. pe 23 septembrie 2000, și a primit denumirea temporară S/2000 S 4. Numele, dat în august 2003, este după Tarvos⁠(d), o zeitate înfățișată ca un zeu taur care poartă pe spate trei cocori din mitologia galilor. 

## Orbită

Imagini de descoperire ale lui Tarvos (încercuit) făcute de CFHT

Tarvos îl orbitează pe Saturn la o distanță medie de 18 milioane km în 926 de zile și are aproximativ 15 km în diametru (presupunând un albedo de 0,04). Are o excentricitate orbitală mare de 0,53. 
Este membru al grupului Galic de sateliți neregulați.

## Origine
Cu o orbită similară și afișând o culoare roșie deschisă similară, se crede că Tarvos își are originea în destrămarea unui progenitor comun  sau că este un fragment din Albiorix. 